# 30 Piscium
30 Piscium, som är stjärnans Flamsteed-beteckning, är en ensam stjärna i den södra delen av stjärnbilden Fiskarna och har även variabelbeteckningen YY Piscium. Den har en genomsnittlig skenbar magnitud på ca 4,37 och är synlig för blotta ögat där ljusföroreningar ej förekommer. Baserat på parallaxmätning inom Hipparcosuppdraget på ca 7,9 mas, beräknas den befinna sig på ett avstånd på ca 410 ljusår (ca 127 parsek) från solen. Den rör sig närmare solen med en heliocentrisk radialhastighet på ca –12 km/s.

## Egenskaper
30 Piscium är en röd till orange jättestjärna av spektralklass M3 III, som anger att den har förbrukat förrådet av väte i dess kärna och utvecklats bort från huvudserien. Den har en radie som är ca 74 gånger större än solens och utsänder ca 1 150 gånger mera energi än solen från dess fotosfär vid en effektiv temperatur på ca 3 600 K.
30 Piscium, eller YY Piscium, är en pulserande variabel av halvregelbunden typ (SR), som varierar mellan skenbar magnitud 4,31 och 4,41 utan någon fastställd periodicitet. Möjliga perioder på 23,1, 32,0, 53,6 och 167,8 dygn har identifierats.